# Quimixtlán
Quimixtlán är en kommun i Mexiko.   Den ligger i delstaten Puebla, i den sydöstra delen av landet, 210 km öster om huvudstaden Mexico City.
Följande samhällen finns i Quimixtlán:
- Rincón de los Reyes
- Buenavista
- El Triunfo
- Papalotla
- Colonia la Concepción
- Ahuacapan
- San Isidro Reynosa
- Tlamanca
- Villa Hermosa
- Tlamoloaxtla
- Ahuatla
- Alto Lucero
- Peña Blanca
- Magueyitos
- Santa Cruz Caballito
- Quiliayo
- Analco
- La Concepción
- Cuxapa
- Tlahuitompa
- Villa Nueva
- Malacahuacan
- Tototzin
- Barrio de San Juan
- El Mirador Guadalupano
- Limontitla
- Conhuitzila
- Alta Luz
- Cruz Verde
- Nexquexcan
- Palma Sola
- El Magueyal
- El Carmen Petlahuacán
- Canoajapan
- Guadalupe Camojapa
- Barrio Nuevo
- Chimalecan